# Carl August Borgström (läkare)
Carl August Borgström, född 11 september 1909 i Helsingfors, död 4 juli 1988, var en finländsk läkare.
Borgström, som var son till lantbruksrådet Nils Henrik Borgström och Ruth Aschan blev student 1927, filosofie kandidat 1931, filosofie magister 1932, medicine kandidat 1933, medicine licentiat 1939 samt medicine och kirurgie doktor 1959. Han var underläkare vid Nickby sjukhus 1939–1940. assistentläkare vid Lappvikens sjukhus 1940–1945, överläkare för Kammio sjukhus 1945–1961, för Verna sjukhus 1945–1952 samt överläkare vid Hesperia sjukhus och chefsläkare för Helsingfors stads B-sinnessjukhus 1961–1975. Han var praktiserande läkare i Helsingfors med specialitet nerv- och sinnessjukdomar. Han var föreståndare för Samfundet Folkhälsans mentalhygieniska byrå 1943–1952. 
Borgström var kurator för Nylands nation 1942–1945, ordförande för Finska läkarsällskapet 1959. Han var medlem av Medicinalstyrelsens vetenskapliga råd från 1962. Han skrev Tillämpningen av lagen om sterilisering i Finland 1935–55 (akademisk avhandling, 1958) samt ett antal vetenskapliga publikationer från psykiatrins, neurologins och ärftlighetslärans områden samt Finlands jaktlitteratur till mitten av 1800-talet (1964). Av Finska läkarsällskapet tilldelades han Schybergsons pris för vetenskapliga publikationer 1938. Han tilldelades professors titel 1976.